# Liste der Naturdenkmale in Hillesheim (Eifel)
Die Liste der Naturdenkmale in Hillesheim nennt die im Gemeindegebiet von Hillesheim ausgewiesenen Naturdenkmale (Stand 4. Juni 2024).

## Naturdenkmale
| Nr.         | Bezeichnung                                          | Lage                                                                 | Beschreibung                                                                                  | Bild                                    |
| ----------- | ---------------------------------------------------- | -------------------------------------------------------------------- | --------------------------------------------------------------------------------------------- | --------------------------------------- |
| ND-7233-041 | Ende eines Lavastromes im Osthang des Roßbüschs      | Niederbettingen, nordwestlich des Ortes; Abteilung Die Wehrheck Lage | flächenhaftes Naturdenkmal, ca. 0,2 ha                                                        | Direkt Bild zu diesem Denkmal hochladen |
| ND-7233-043 | Alte Buche                                           | Hillesheim, nördlich des Ortes; Abteilung Die Schanz Lage            | Fagus sylvatica, einer von ursprünglich zwei Bäumen                                           | Direkt Bild zu diesem Denkmal hochladen |
| ND-7233-044 | Kalksteinfelsen                                      | Bolsdorf, nördlich des Ortes; Abteilung Büchenheck Lage              | zwei Felsengruppen von 70 und 80 m Länge                                                      | Direkt Bild zu diesem Denkmal hochladen |
| ND-7233-045 | Kalksteinfelsen                                      | Bolsdorf, nördlich des Ortes; Abteilung Aulerberg Lage               | Felsengruppe von 70 m Länge                                                                   | Direkt Bild zu diesem Denkmal hochladen |
| ND-7233-046 | Kalkfelsen                                           | Bolsdorf, nördlich des Ortes; Abteilung Aulerberg Lage               | Kalkfelsen und Blockfeld; flächenhaftes Naturdenkmal, ca. 1 ha                                | Direkt Bild zu diesem Denkmal hochladen |
| ND-7233-075 | Kalkfelsen auf der Westseite des Bolsdorfer Tälchens | Bolsdorf, nördlich des Ortes; Abteilung Grüneberg Lage               | drei Felsenzüge von 50, 80 und 200 m Länge                                                    | Fotos hochladen                         |
| ND-7233-123 | Rosskastanien- und Lindenallee                       | Hillesheim, Prümer Straße Lage                                       | Aesculus hippocastanum und Tilia sp., insgesamt neun Bäume                                    | Direkt Bild zu diesem Denkmal hochladen |
| ND-7233-189 | Linden auf dem Lindenplatz                           | Hillesheim, Lindenplatz Lage                                         | Tilia sp., 23 Bäume, um 1900 gepflanzt                                                        | Direkt Bild zu diesem Denkmal hochladen |
| ND-7233-190 | Alter Baumbestand auf dem Friedhof                   | Hillesheim, Am Stockberg/Industriestraße, auf dem Friedhof Lage      | Tilia sp., 28 Bäume, Ulmus glabra, Fraxinus excelsior und Aesculus hippocastanum, je ein Baum | Fotos hochladen                         |

## Ehemalige Naturdenkmale
| Nr. | Bezeichnung                                          | Lage                          | Beschreibung                                                                                                | Bild            |
| --- | ---------------------------------------------------- | ----------------------------- | --- | --------------- |
|     | Alte Linden und Rosskastanien auf dem Viehmarktplatz | Hillesheim, Am Viehmarkt Lage | Tilia sp. und Aesculus hippocastanum, 15 Bäume; Rechtsverordnung 2002 aufgehoben, Bäume weitgehend entfernt | Fotos hochladen |